# Guild (serie)
La serie Guild (ギルドシリーズ Girudo Shirīzu?) es una recopilación de videojuegos producidos por Level-5 para la consola Nintendo 3DS en cooperación con varios diseñadores de videojuegos. La primera compilación, Guild01 (ギルド01  Girudo Zero Wan?), incluye cuatro juegos y fue lanzada en las tiendas de Japón el 31 de mayo de 2012.  Estos títulos se pusieron a la venta de forma individual en Occidente, por medio de la tienda virtual Nintendo eShop, tres de ellos durante el otoño de 2012, y el último en febrero de 2014. Los cuatro juegos fueron puestos a la venta de forma individual en la eShop japonesa no mucho después. Una segunda recopilación, Guild02 (ギルド02 Girudo Zero Tsu?), que cuenta con tres juegos diseñados por Keiji Inafune, Kazuya Asano, Takemaru Abiko y Kaz Ayabe, fue lanzada en la Nintendo eShop en Japón en marzo de 2013 y en los países occidentales en mayo de ese mismo año.

## Guild01
Guild01 (ギルド01 Girudo Zero Wan?) es una compilación de videojuegos para Nintendo 3DS, publicada por Level-5 y desarrollada en colaboración con los diseñadores de juegos Goichi Suda, Yoot Saito y Yasumi Matsuno así como Yoshiyuki Hirai del dúo cómico America Zarigani. La compilación contiene cuatro juegos, cada uno diseñado por una persona diferente, y fue lanzada en Japón en formato físico el 31 de mayo de 2012. También incluye una demo jugable del videojuego de Level-5, Time Travelers. Todos los títulos se pusieron a la venta individualmente en Europa y América mediante la tienda virtual Nintendo eShop, tres de ellos en otoño de 2012 y el último en febrero de 2014. Posteriormente los cuatro juegos se pusieron a la venta por separado en la Nintendo eShop de Japón.

### Liberation Maiden
Liberation Maiden (解放少女 Kaihō Shōjo?) es la contribución de Goichi Suda para Guild01. En este juego de disparos, un país invasor está robando toda la energía de Japón. El jugador controla a Shoko Ōzora (doblada por Kana Hanazawa), una chica de secundaria que se convirtió en presidenta de Japón tras el asesinato de su padre, cuando ella controla el mecha Kaihoki  para defender el país. Cuenta con escenas animadas creadas por Studio BONES. El juego fue lanzado en Europa el 4 de octubre de 2012 y en Norteamérica el 25 de octubre de 2012.

### Aero Porter
Aero Porter (エアロポーター Earo Pōtā?) es un juego de simulación dirigido por Yoot Saito. El jugador está a cargo de un aeropuerto, y su objetivo es controlar el equipaje rápidamente y asegurarse de que los aviones son capaces de salir a tiempo. Si el jugador tiene éxito, la calificación de su aeropuerto crecerá, ganará más dinero y más pasajeros, además se le permitirá adquirir nuevos aviones y ampliar su aeropuerto. El juego fue lanzado en Europa y América del Norte el 29 de noviembre de 2012.

### Crimson Shroud
Crimson Shroud (クリムゾンシュラウド Kurimuzon Shuraudo?) es una tradicional aventura RPG creada por Yasumi Matsuno, desarrollada internamente por Level-5 junto a Nex Entertainment. El jugador es un "cazador", alguien que es un experto en la búsqueda de personas. El juego se desarrolla 1000 años en el pasado, en un mundo sin magia, y la historia detallalos detalles de la historia cómo la magia se convirtió en algo común en el mundo. El juego fue lanzado en Europa y América del Norte en diciembre de 2012.

### Weapon Shop de Omasse
Weapon Shop de Omasse (レンタル武器屋 de オマッセ Rentaru Bukiya de Omasse?, lit. Tienda de armas de alquiler de Omasse) es un juego de rol, fantasía y ritmo escrito por el cómico japonés Yoshiyuki Hirai, en la que los protagonistas son un padre y un hijo que crean armas para héroes medievales. El jugador utiliza un modo de juego rítmico para forjar las armas que se alquilan a los héroes para sus misiones, según como este forjada afectará a que el héroe tenga éxito o no. El juego fue lanzado en Europa y América el 20 de febrero de 2014.

## Guild02
Guild02 (ギルド02 Girudo Zero Tsu?) es una compilación de videojuegos desarrollados para Nintendo 3DS. La compilación incluye tres juegos diseñados por Keiji Inafune, Kazuya Asano, Takemaru Abiko y Kaz Ayabe. En este caso, esta compilación no se lanzó en formato físico, sino que su lanzamiento fue solo a través de la Nintendo eShop. En Japón salieron a la venta en marzo de 2013, y en América y Europa, entre mayo y julio de 2013.

### Attack of the Friday Monsters! A Tokyo Tale
Attack of the Friday Monsters!  A Tokyo Tale (怪獣が出る金曜日 Kaijū ga Deru Kinyōbi?, lit. Los monstruos salen los viernes) es un juego de aventura diseñado por Kaz Ayabe, quien es conocido en Japón por la popular serie de videojuegos Boku no Natsuyasumi. El juego tiene lugar en el Japón de 1970, cuando un chico llamado Sohta se acaba de mudar con su familia a un nuevo pueblo donde los monstruos y superhéroes de las series tokusatsu de los años 70 aparecen todos los viernes para luchar. Durante el transcurso del juego, Sohta conoce nuevos amigos, juega a juegos de cartas, y explora la ciudad para encontrar la base secreta de los monstruos. El juego fue lanzado en Japón el 13 de marzo de 2013 y en América y Europa el 18 de julio de 2013.

### Bugs vs. Tanks
Bugs vs. Tanks (虫けら戦車 Mushikera Sensha?) es un juego de acción de tanques diseñado por Keiji Inafune. El juego consiste en que los jugadores controlen varios tanques que se han encogido a un tamaño diminuto con el fin de luchar contra varios bichos e insectos. El juego fue lanzado en Japón el 19 de marzo de 2013 y en América y Europa el 20 de junio de 2013.

### The Starship Damrey
The Starship Damrey (宇宙船ダムレイ号 Uchūsen Damurei-gō?) es un juego de survival horror en primera persona diseñado por Kazuya Asano y Takemaru Abiko. El juego pone a los jugadores en un ambiente de suspense sin tutoriales o consejos para guiarse. El juego fue lanzado en Japón el 27 de marzo de 2013 y en América del Norte y Europa el 16 de mayo de 2013.

## Recepción
Famitsu le dio al juego de Guild01 una puntuación de 34/40. En un análisis, ComputerAndVideoGames.com dio al juego una puntuación de 7,5, diciendo que si bien los juegos individuales tienen mucho encanto, son demasiado diferentes para venir como un solo paquete.